# Metzebach (Spangenberg)
Metzebach ist ein Stadtteil der Stadt Spangenberg im nordhessischen Schwalm-Eder-Kreis. Metzebach liegt ca. 4 km Luftlinie südsüdöstlich von der Kernstadt entfernt und grenzt an die Gemarkung Alheim (Kreis Hersfeld-Rotenburg). Metzebach hat folgende Nachbardörfer: Obergude und Landefeld.

## Geschichte
Die älteste bekannte Erwähnung des Ortes erfolgte im Jahr 1236 als Mezcebach in einer Urkunde des Klosters Hardehausen.
Die bis dahin selbständige Gemeinde Metzebach wurde im Zuge der Gebietsreform in Hessen zum 1. Februar 1971 auf freiwilliger Basis in die Stadt Spangenberg eingemeindet. Für Metzebach wurde ein Ortsbezirk mit Ortsbeirat und Ortsvorsteher nach der Hessischen Gemeindeordnung gebildet.

## Bevölkerung
Einwohnerstruktur 2011
Nach den Erhebungen des Zensus 2011 lebten am Stichtag dem 9. Mai 2011 in Metzebach 168 Einwohner. Darunter waren 3 (1,8 %) Ausländer.
Nach dem Lebensalter waren 24 Einwohner unter 18 Jahren, 63 zwischen 18 und 49, 39 zwischen 50 und 64 und 39 Einwohner waren älter. Die Einwohner lebten in 72 Haushalten. Davon waren 18 Singlehaushalte, 18 Paare ohne Kinder und 30 Paare mit Kindern, sowie 6 Alleinerziehende und keine Wohngemeinschaften. In 15 Haushalten lebten ausschließlich Senioren und in 42 Haushaltungen lebten keine Senioren.
Einwohnerentwicklung
| Quelle: Historisches Ortslexikon |
| • 1540: 8 Häuser                 |
| • 1585: 13 Haushaltungen         |
| • 1747: 30 Haushaltungen         |

| Metzebach: Einwohnerzahlen von 1834 bis 2019 | Metzebach: Einwohnerzahlen von 1834 bis 2019 | Metzebach: Einwohnerzahlen von 1834 bis 2019 | Metzebach: Einwohnerzahlen von 1834 bis 2019 | Metzebach: Einwohnerzahlen von 1834 bis 2019 |
| --- | -------------------------------------------- | -------------------------------------------- | -------------------------------------------- | -------------------------------------------- |
| Jahr |                                              |                                              |                                              | Einwohner                                    |
| 1834 | 1834                                         |                                              | 245                                          | 245                                          |
| 1840 | 1840                                         |                                              | 256                                          | 256                                          |
| 1846 | 1846                                         |                                              | 266                                          | 266                                          |
| 1852 | 1852                                         |                                              | 250                                          | 250                                          |
| 1858 | 1858                                         |                                              | 218                                          | 218                                          |
| 1864 | 1864                                         |                                              | 220                                          | 220                                          |
| 1871 | 1871                                         |                                              | 170                                          | 170                                          |
| 1875 | 1875                                         |                                              | 158                                          | 158                                          |
| 1885 | 1885                                         |                                              | 157                                          | 157                                          |
| 1895 | 1895                                         |                                              | 145                                          | 145                                          |
| 1905 | 1905                                         |                                              | 166                                          | 166                                          |
| 1910 | 1910                                         |                                              | 161                                          | 161                                          |
| 1925 | 1925                                         |                                              | 151                                          | 151                                          |
| 1939 | 1939                                         |                                              | 138                                          | 138                                          |
| 1946 | 1946                                         |                                              | 237                                          | 237                                          |
| 1950 | 1950                                         |                                              | 233                                          | 233                                          |
| 1956 | 1956                                         |                                              | 198                                          | 198                                          |
| 1961 | 1961                                         |                                              | 201                                          | 201                                          |
| 1967 | 1967                                         |                                              | 193                                          | 193                                          |
| 1971 | 1971                                         |                                              | 185                                          | 185                                          |
| 1980 | 1980                                         |                                              | ?                                            | ?                                            |
| 1990 | 1990                                         |                                              | ?                                            | ?                                            |
| 2000 | 2000                                         |                                              | ?                                            | ?                                            |
| 2011 | 2011                                         |                                              | 168                                          | 168                                          |
| 2019 | 2019                                         |                                              | 150                                          | 150                                          |
| Datenquelle: Historisches Gemeindeverzeichnis für Hessen: Die Bevölkerung der Gemeinden 1834 bis 1967. Wiesbaden: Hessisches Statistisches Landesamt, 1968. Weitere Quellen: LAGIS; Stadt Spangenberg:; Zensus 2011 |                                              |                                              |                                              |                                              |

Historische Religionszugehörigkeit
| • 1885: | 157 evangelische (= 100 %) Einwohner                              |
| • 1961: | 191 evangelische (= 95,02 %), 10 katholische (= 4,98 %) Einwohner |

## Politik
Der Ortsbeirat besteht aus 5 Mitgliedern, alle gehören der Gemeinschaftsliste Metzebach an. Bei der Kommunalwahl 2021 lag die Wahlbeteiligung bei 79,53 %. Ingo Kühl ist Ortsvorsteher.

## Kultur
In Metzebach findet man die Jugendfeuerwehr Landetal, Landfrauen und die Freiwillige Feuerwehr. Die Metzebächer werden von den anderen Dorfbewohnern nur "Illenpiffen" genannt. Laut einer Legende soll es am Weg nach Obergude eine Tongrube gegeben haben, in der ellenlange Tonpfeifen hergestellt wurden, diese nannte man dann "Illenpiffen" – also Ellenpfeifen.